# Ambrus Nagy
Ambrus Nagy (ur. 20 sierpnia 1927 w Budapeszcie, zm. 18 lipca 1991 w Hadze) – węgierski szpadzista, srebrny medalista olimpijski i brązowy medalista mistrzostw świata.
Na igrzyskach olimpijskich w Melbourne w 1956 roku Węgrzy w składzie: József Sákovics, Béla Rerrich, Lajos Balthazár, Ambrus Nagy, József Marosi i Barnabás Berzsenyi zdobyli srebrny medal. W rywalizacji indywidualnej nie wystartował. Był to jego jedyny występ olimpijski.
Podczas mistrzostw świata w Rzymie w 1955 zdobył brązowy medal, startując razem z Balthazárem, Berzsenyim, Marosim, Rerrichem i Sákovicsem. 
Po IO 1956 – na skutek wydarzeń powstania węgierskiego – pozostał na emigracji i po pobycie w RPA ostatecznie zamieszkał w Holandii. 